# 栗田修
栗田 修（くりた おさむ、1930年 - ）は、日本の教育学者。京都教育大学・滋賀県立大学名誉教授。

## 来歴
京都市生まれ。1953年京都学芸大学教育学科卒、京都市立上桂中学校教諭。1954年フルブライト奨学金によりシカゴ大学教育学部大学院に学び修士課程修了。1958年京都大学大学院教育学研究科修士課程修了、京都学芸大学教育学部助手、1965年京都教育大学（校名変更）助教授、77年教授。1972年「デューイ教育学の起源 彼の生長としての教育観はいかなる過程をへて成立したか」で京大教育学博士。79年京都教育大学附属桃山中学校校長、89年京都教育大学附属図書館長、1994年定年退官、名誉教授、宇治市生涯学習センター所長、1995年滋賀県立大学人間文化学部教授、同交流センター長、2011年退任、名誉教授。

## 著書
- 『デューイ教育学の起源 彼の成長としての教育観はいかなる過程を経て成立したか』松籟社 1979
- 『デューイ教育学の特質とその思想史的背景』晃洋書房 1997

### 翻訳
- トマス・ヘンリー・ハクスリー『自由教育・科学教育』佐伯正一共訳 明治図書出版 世界教育学選集 1966
- スポーデク, ウォルバーグ編著『オープン・エデュケーション入門』佐伯正一共訳 明治図書出版 現代授業論双書 1977
- ジョン・デューイ『経験としての芸術』晃洋書房 2010
- ジョン・デューイ『人類共通の信仰』晃洋書房 2011

## 参考
- 『経験としての藝術』訳者紹介